# 旧式歌剧
《旧式歌剧》是2018年节奏游戏，由La Moutrade开发，Playdius发行。游戏模仿经典8位元和16位元游戏，使用像素画面和芯片音乐。游戏讲述蒂布和罗伯兄弟拯救世界的故事。玩家跟随音乐节拍，按下对应按键击打屏幕出现的一连串音符，通过重重关卡。
游戏于2018年首发，对应任天堂Switch和Windows平台。2019年，仅支持鸡共和国模式的《Old School Musical: Pocket Edition》版发布，对应iOS和Android平台。媒体肯定该作将怀旧游戏和节奏玩法融合的立意，但对故事、玩法、配乐的评价均两极分化。

## 玩法

关卡「Major 9」的游戏截图。玩家要在音符流至画面中心的判定圈时按下相应方向按键。背景画面取材自红白机游戏《合金装备》。

《旧式歌剧》是节奏游戏，玩家要配合音樂節奏，在正确的时机輸入指令。遊戲譜面分為兩種形式：其一音符呈圆形，从屏幕上下左右四邊出现，向屏幕中心的判定圈移动；其二音符为横条状，分成两路从屏幕底部出现，流向画面顶部的判定条。游戏以模式一为主，期间会穿插模式二。當音符和判定點重合时，玩家要準確按下对应方向的按鍵。如果错过音符或按键时机不准，玩家就会流失生命值。正確擊打音符会填充怒气（fury）条，怒气条充满时繼續正確擊打音符就可回复生命值。
游戏包括多个模式。故事模式中，玩家扮演主角蒂布和羅伯通过20餘道关卡。游戏背景画面模仿了经典游戏的实况畫面，包括《宝可梦》、《合金装备》、《暴力摩托》等，蒂布和羅伯则化身为背景游戏画面中的主角。背景画面会随跟随玩家游玩表现变化，例如模仿競速遊戲的关卡中，如果玩家表现不佳，动画中的赛车就会减速。街机模式中，玩家可以选择自己喜欢的音乐并挑战高分。多人模式支援2至4人同时游戏，其中所有玩家击中音符才算有效。
玩家打通剧情模式后，游戏将开放「鸡共和国」模式。该模式下，玩家可玩到新的乐曲，背景画面是蒂布和羅伯与鸡战斗的画面。游玩时，画面会出现各类干扰特效，如音符箭头旋转、变速、画面区域缩小等。游戏本体共收录50首曲目，单首曲目的长度约为4分钟。

## 情节
蒂布和罗伯兄弟从小在一座岛上长大，妈妈日复一日地严格训练二人，要將他們培养成拯救宇宙的英雄。一日，兄弟的世界被bug入侵，母亲却不见踪影，只留下一只遥控器和一封信。信中让二人逃离这个世界，带上信去通讯塔见她。两人用遥控器召唤出传送门，穿越到一座空间站，并經由空间站前往其他世界寻找通讯塔。他们走过多个世界，却沒有找到塔和媽媽的蹤跡，而二人所經過的世界也出现了bug。
终于，蒂布和罗伯在到達已成废墟的世界，找到了通讯塔和妈妈。妈妈告诉他们，这个世界叫阿卡尼亚，是她和兄弟二人原本的世界。她計畫利用阿卡尼亚人的遗产“网络的心脏”，將病毒扩散到所有世界。因此，她培养拥有特殊体质的兄弟二人，让他们有能力携带病毒，将病毒带到通讯塔。病毒就在那封信中，因此兄弟经过的世界都出现了bug。病毒既已扩散至宇宙，妈妈便并炸毁通讯塔，消灭蒂布和罗伯；但兄弟二人找到飞船，逃出生天。
及后，蒂布和罗伯获知圣人克罗西比发出的心灵感应，前往他的世界。这个世界有座神殿，神殿的壁画讲述了一则预言：千年前“暗影”摧毁阿卡尼亚后，躲藏到某个世界积蓄力量，准备一举消灭整个宇宙；兄弟二人则是阿卡尼亚幸存者的后裔，寄宿着打败暗影之力的传说英雄。他们前往鸡共和国，从被囚禁的克林处拿到魔笛，开启了通往通往暗影所居世界的大门。原来阿卡尼亚的暗影就是妈妈，她摧毁了兄弟所在的幸存者聚居地，抚养二人并利用他们扩散病毒。决战中，蒂布和罗伯将暗影打败，阻止了病毒扩散。事件结束后，兄弟二人决定留在克罗西比所在的世界，享受平静新生活。

## 开发与发行
《旧式歌剧》的开发商是La Moutarde，位于法国第戎的独立工作室。工作室联合创始人François Bertrand担任游戏总监。Bertrand是节奏游戏和怀旧游戏的爱好者，2011年毕业工作后，想实现儿时的愿望，自己创作一款游戏；此即《旧式歌剧》的前身《8Bit The Musical》。他以本人与兄弟二人的糟糕童年为灵感，创作出了蒂布和罗伯两名角色；而游戏是他当年的避风港，因此他想创作一款作品，其中玩家能游历不同电子游戏的世界。他希望节奏游戏能像《初音未来 -歌姬计划-》那样既好玩又好看，因此让背景画面模拟游戏实况，且动画会随游玩表现而变化。他邀请了朋友Yponeko制作音乐，Thomas制作绘制像素画。他使用上学时接触过的Microsoft XNA制作游戏，但因该工具开发不易驾驭，两年多后他中止了制作。
一年多后，Bertrand重拾开发工作，并重新组建团队——Thomas不再参与项目，但朋友Anthony加入美术制作，Bertrand还通过社交平台找到Felix协助编写代码。团队改用社区庞大的跨平台引擎Unity来开发，并抛弃了之前的代码和资源，将从头制作的游戏定名《Old School Musical》。团队还邀请Dubmood、Zabutom、Hello World、Le Plancton制作了歌曲。其中Dubmood提供了20余首曲目，并通过他的唱片公司协调了登陆在线音乐商店发布OST的机会。2015年初，La Moutarde向法国媒体Jeuxvideo提供了试玩版本；同年4月，游戏登上巴黎游戏周的「法国制造」部门展出。开发者称，他们在成为制作者前也是玩家，希望建立玩家并聆听反馈。因此他们很早就开放测试，并向媒体推广游戏，吸引玩家体验。
开发者喜爱任天堂，且任天堂Switch对独立开发者很友好，因此团队决定游戏登上该游戏机。开发者了解到，给任天堂Switch移植游戏会碰到很多麻烦，因此一开始就注意性能问题、且尽量使用内建开发资源。最终他们只用一天时间，就让游戏就以每秒60帧的速度运行。原玩法中判定点分布于屏幕不同位置，而音符样式和游戏机手柄按键特點相关——如PlayStation手柄按鍵“圈”“叉”图案，或是Xbox手柄按键的颜色。然而，Switch控制器按键均为灰色字母按键，照此做出的音符高速流动时不易分辨；另一方面，取下Joy-Con横置握持游玩时，按键的方位会改变。因此在开发的最后一年，团队面向任天堂Switch重新设计了玩法，即只在屏幕中央设定一个判定圈。游戏几近完成之时，开发者发现数十首歌曲和主线故事不契合。因此他们又用两三个月开发了主线后的「鸡共和国」模式。
《旧式歌剧》于2018年9月13日发行，面向任天堂Switch和Windows平台。2019年7月，免费DLC《Toricity》发布，其中收录了5个新关卡，乐曲由Toriena创作。2019年12月10日，面向iOS和Android的《Old School Musical: Pocket Edition》正式上架。移动端版以鸡共和国模式为主，未收录故事模式；采用本体免费、歌曲收费的商业模式。2020年，免费DLC《MV Expo》发行，其中收录5个新关卡，配乐由Xavier Dang创作。2020年7月30日，Super Rare Games发行了限量实体版游戏，该版本除囊括所有DLC外，还收录了全彩手册、内部艺术图、贴纸等。

## 评价
| 汇总媒体             | 得分       |
| -------------------- | ---------- |
| Metacritic           | NS：76/100 |
| OpenCritic（推荐率） | 50%        |

| 媒体           | 得分 |
| -------------- | ---- |
| 任天堂世界报道 | 7/10 |
| Shacknews      | 7/10 |
| Gameblog       | 7/10 |
| Nintendojo     | A-   |

据评论汇总网站Metacritic统计，《旧式歌剧》获得「总体好评」。評論肯定了《旧式歌剧》将复古元素与节奏玩法结合的立意。认为游戏高度还原了1980年代的经典游戏；罗伯特·马鲁乔称遊戲用現代技術展现了經典遊戲当时无法实现的画面，将当代玩法与怀旧情感融合起来。奧茲·梅加稱《舊式歌劇》是同時獻給經典晶片音樂和節奏遊戲獻上「精彩情書」。
媒体对游戏故事和剧本的看法两极。马鲁乔称赞遊戲劇本既搞笑又有戲劇性，讓人大笑出聲；蒂布和羅伯两兄弟互動很有兄弟默契，可能是他當年最喜歡的角色。Thomas Pillon称，游戏借二人旅行的桥段回顾了经典游戏，对话充满笑点和妙语，如调侃了「Game Over」等经典游戏中的要素。尼爾·羅納漢则批评游戏故事冗長，让作品總體質素打了折扣。梅加亦称劇本和對話尷尬，角色給人印象不深，主線故事成為遊戲的最大短板。称游戏为混搭台词而混搭台词，实际效果不彰，且英文版梗的翻译水平不佳。游资网的投稿也故事中文翻译有些地方不通顺。
评论对游戏玩法评价偏向消极，但对鸡共和国模式表示肯定。羅納漢認為遊戲玩法易懂難精，歌曲中途穿插地側肩按鍵玩法豐富了節律，最高難度很值得挑戰。则认为游戏机制过于保守、没有创新，两种玩法模式没有真正融合起来。梅加认为認為遊戲計分方式單調，且歌曲有時音符過於密集，好像為了塞音符而塞音。鸡共和国模式获得评论称赞。梅加称该模式下的干擾才真正考驗玩家的節奏遊戲能力，應該加入到主線故事中；游戏网稿件则称各类干扰效果出乎意料，让人欲罢不能，让游戏玩法「化腐朽为神奇」。
游戏配乐所获评价不一。称，与创作像素艺术相比，谱写有相同气质的音乐才是难点，而配乐这款「极度失衡的游戏」中最出色的部分。马鲁乔认为游戏音乐朗朗上口、令人难忘，但认为曲目数量偏少。羅納漢则对游戏音乐不满，称遊戲曲库雖然分量大、也有些亮眼之作，但總體总体品質差強人意，与其听模仿品不如直接玩原作配乐。称游戏曲目偏向4/4拍，较为保守。游资网的文章认为游戏谱面和歌曲节奏有偏差。

## 备注
1. ↑  英文版标题：